# 蒙特雷 (內布拉斯加州)
蒙特雷（英語：Monterey）是位於美國內布拉斯加州卡明縣的非建制地區。

## 歷史
蒙特雷的郵局於1882年設立，其後於1905年停運。

## 地理
蒙特雷所處的海拔為高於海平面447米（即1467英呎），而該地所採用的時區為UTC-6，即北美中部时区（CST）。同時該地設有夏令時間，為UTC-6調快一小時，即UTC-5（CDT）。